# Edificio Presidente Juárez
El Edificio Presidente Juárez, ubicado en el centro histórico de la ciudad de San Luis Potosí, San Luis Potosí, México, es una de las dos sedes del Congreso del Estado de San Luis Potosí. El edificio es catalogado como monumento histórico por el Instituto Nacional de Antropología e Historia (INAH) para su preservación.

## Historia
Es un edificio de la época virreinal que en su tiempo se conocía como la Casa de las Recogidas. Fue mandada a construir por Francisco Javier de Mora y Luna, Conde de Guadalupe del Peñasco. Edificado entre 1772 a 1774 por el arquitecto Felipe Cleere, el objetivo de la Casa de las Recogidas era corregir las costumbres de las mujeres que se alejaban de lo considerado moralmente correcto por la Iglesia católica. Luego fue sede de una fábrica de tabaco pero en 1836 el ayuntamiento tomó el control del edificio. El 20 de mayo de 1843 el ayuntamiento deseo su interés en convertirla en una escuela lancasteriana. El 4 de marzo de 1849 fue creada la Escuela Normal para Profesores. En medio de la segunda intervención francesa en México, fueron encarcelados allí los presos políticos y se le conocía como la Martinica. En 1920 se instalaron dos escuelas ahí. La escuela de niños fue nombrada Benito Juárez y la de niñas Filomeno Mata. Cinco décadas después se remodeló el recinto para transformarlo en el nuevo palacio de justicia Edificio Presidente Juárez para albergar el Poder Judicial del Estado de San Luis Potosí. El 21 de marzo de 2006 la LVII Legislatura cedió el edificio al Congreso del Estado de San Luis Potosí para que fuera ocupado por los despachos de los legisladores. La fachada del recinto está dividida en tres partes. En el centro se pueden observar tres arcos donde se cree que estaban las bóvedas de la capilla de Nuestra Señora de los Dolores. El recinto actual es de dos pisos y cuenta con jardines, aunque en la época virreinal nada más era de un solo nivel y tenía un patio central.
En 2018 se llevó a cabo la remodelación de la explanada enfrente del edificio. Los árboles fueron podados por primera vez en 15 años. Esto fue hecho para que crezca follaje nuevo y nuevas ramas. Una de las jardineras atrás del monumento a Benito Juárez fue reemplazada con césped artificial.
En 2020 la fachada del edificio y el monumento a Benito Juárez ubicado en la explanada fueron vandalizados por activistas a favor del aborto. Los actos fueron realizados en la madrugada pero los legisladores dijeron que no se tomará ninguna acción en contra de las activistas ya que se apoya la libre expresión. Sin embargo los legisladores dijeron que no actuarán bajo presiones de los demás y que tendrán un diálogo con todos.